# Anapisona bolivari
Espèce
Anapisona bolivari est une espèce d'araignées aranéomorphes de la famille des Anapidae.

## Distribution
Cette espèce est endémique du Venezuela.

## Publication originale
- Georgescu, 1987 : Araneae appartenant aux familles des Anapidae, Mysmenidae, Theridiosomatidae et Theridiidae, collectées par les membres de l'expédition biospéologique roumano-vénézuélienne au Venezuela (Nov.-Déc. 1982). Fauna hipogea y hemiedáfica de Venezuela y de otros paises de América del Sur, vol. 1, p. 107-114.